# Беш-Таш
Беш-Таш (кирг. Беш-Таш) — село в Таласском районе Таласской области Кыргызстана. Входит в состав Калбинского аильного округа. Код СОАТЕ — 41707 232 862 04 0.

## Население
По данным переписи 2021 года, в селе проживало 412 человека.